# Candler-McAfee, Georgia
Candler-McAfee är en ort (CDP) i DeKalb County, i delstaten Georgia, USA. Enligt United States Census Bureau har orten en folkmängd på 23 025 invånare (2010) och en landarea på 18,1 km².